# Jean-Baptiste Garand
Pour les articles homonymes, voir Garand (homonymie).
Jean-Baptiste Garand, né en 1719 et mort en 1780, est un dessinateur, peintre et graveur à l'eau-forte français.

## Biographie
Reçu maître en 1761, Garand prit une part active aux expositions organisées par l’Académie de Saint-Luc où il montrait à côté de grands portraits crayonnés à la pierre noire des miniatures précieusement achevées. Le fini fut sa passion.

Garand a exécuté, en 1764, un portrait de Sophie Arnould en Psyché. Chenu a gravé d’après lui un joli médaillon de Justine Favart, et l’on connaît aussi la gravure de celui qu’il avait peint ou dessiné d’après Diderot, effigie qui, s’il en faut en croire ce dernier, serait, parmi toutes celles qui restent de lui, la plus ressemblante et la plus authentique :

« Je n’ai jamais été bien fait, écrit-il, que par un pauvre diable appelé Garant (sic) qui m’attrapa, comme il arrive à un sot qui dit un bon mot. Celui qui voit mon portrait par Garant me voit. »

 En parvenant à reproduire les traits mobiles de Diderot, le « pauvre diable » fit ce que Fantin-Latour, Falconet, Greuze ou Anna Dorothea Therbusch n’avaient pu faire. 
Les œuvres de Garand sont tout à fait rares, mais on sait ce qu’il fut par une petite miniature sur vélin qui a dû servir à décorer une bonbonnière. Cette miniature tout à fait fine et coquette est le portrait à mi-corps d’une très jeune fille coiffée et poudrée comme une des héroïnes de Nattier, et qui, comme elles, a la joue allumée de ces vives rougeurs qui ressemblent à du fard. Un nœud bleu entoure son cou ; une rose s’épanouit à son corsage. Assise dans un jardin très artificiel, elle entrouvre une cage pour laisser sortir un oiseau familier, et elle relève précieusement les petits doigts de ses petites mains avec ce mouvement contourné qui était alors l’idéal de la grâce. Le dessin n’est pas absolument correct, mais l’exécution est des plus délicates ; la tête est amoureusement pointillée.

## Œuvres
- Portrait de John Turberville Needham, 1750.
- Portrait de Marivaux.
- Portrait de Françoise de Graffigny.
- Un jeune homme assis à un bureau et regardant vers la gauche
- Portrait de Denis Diderot, perdu, 1760.
- Un portrait de Jacques-Bénigne Winslow, dans M. Winslow, Exposition anatomique de la structure du corps humain. Paris : chez Vincent, 1767.
- Portrait du marquis de Dampierre.